# 이언 듀리
이언 듀리(Ian Dury, 1942년 5월 12일 ~ 2000년 3월 27일)는 잉글랜드의 가수이다.